# Holonomiczność (robotyka)

Robot URANUS, któremu holonomiczność zapewniają wielokierunkowe koła mecanum

Holonomiczność – w robotyce, związek pomiędzy liczbą stopni swobody kontrolowanych i dostępnych dla robota mobilnego.

## Opis
Gdy liczba stopni swobody dostępna dla robota jest równa liczbie stopni swobody przez niego kontrolowanych, to jest on nazywany holonomicznym. Pojęcie często odnoszone jest wyłącznie do ruchu na płaszczyźnie, wówczas holonomicznym określany jest robot, który ma możliwość dokonywania rotacji niezależnie od zmian kierunku ruchu.
Ruch, w którym robot ma kontrolę nad mniejszą liczbę stopni swobody niż jest dostępna, nazywany jest nieholonomicznym. Przykładem ruchu nieholonomicznego jest trasa pokonywana przez samochód, który na płaszczyźnie ma dostępne trzy stopnie swobody (prędkość, ruch w kierunku osi X oraz w kierunku osi Y), ale ma możliwość kontroli tylko dwóch stopni (prędkości i kąta obrotu kierownicy).

## Więzy holonomiczne i nieholonomiczne
Jeżeli zależność {\displaystyle A(q){\dot {q}}=0} opisująca więzy da się sprowadzić do postaci zależnej wyłącznie od położenia q, to więzy nazywamy holonomicznymi lub całkowalnymi. W przypadku więzów holonomicznych mamy zatem 
{\displaystyle A(q){\dot {q}}\Longleftrightarrow F(q)=0}
 dla pewnej funkcji {\displaystyle F:\mathbb {R} ^{n}\to \mathbb {R} ^{l}.} Z punktu widzenia mechaniki analitycznej, więzy holonomiczne można wyeliminować przez zdefiniowanie układu na pewnej {\displaystyle m=n-l}-wymiarowej rozmaitości
{\displaystyle M=\{x\in \mathbb {R} ^{n}|F(q)=0\}} zawartej w {\displaystyle \mathbb {R} ^{n}.}
 Istotne znaczenie ma zatem odróżnie nieholonomicznych więzów typu Pfaffa od nieholonomicznych.